# Raul da Costa Couvreur
Raul da Costa Couvreur GOC • GCC • OSE (27 de Agosto de 1879 - Lisboa, 24 de Junho de 1959), foi um engenheiro, professor, numismata e escritor português.

## Biografia

### Vida pessoal e educação
Nasceu em 27 de Agosto de 1879, na cidade de Lisboa.
Em 1902, formou-se, com distinção, no Curso de Engenharia Civil e de Minas da Escola do Exército.

### Carreira profissional

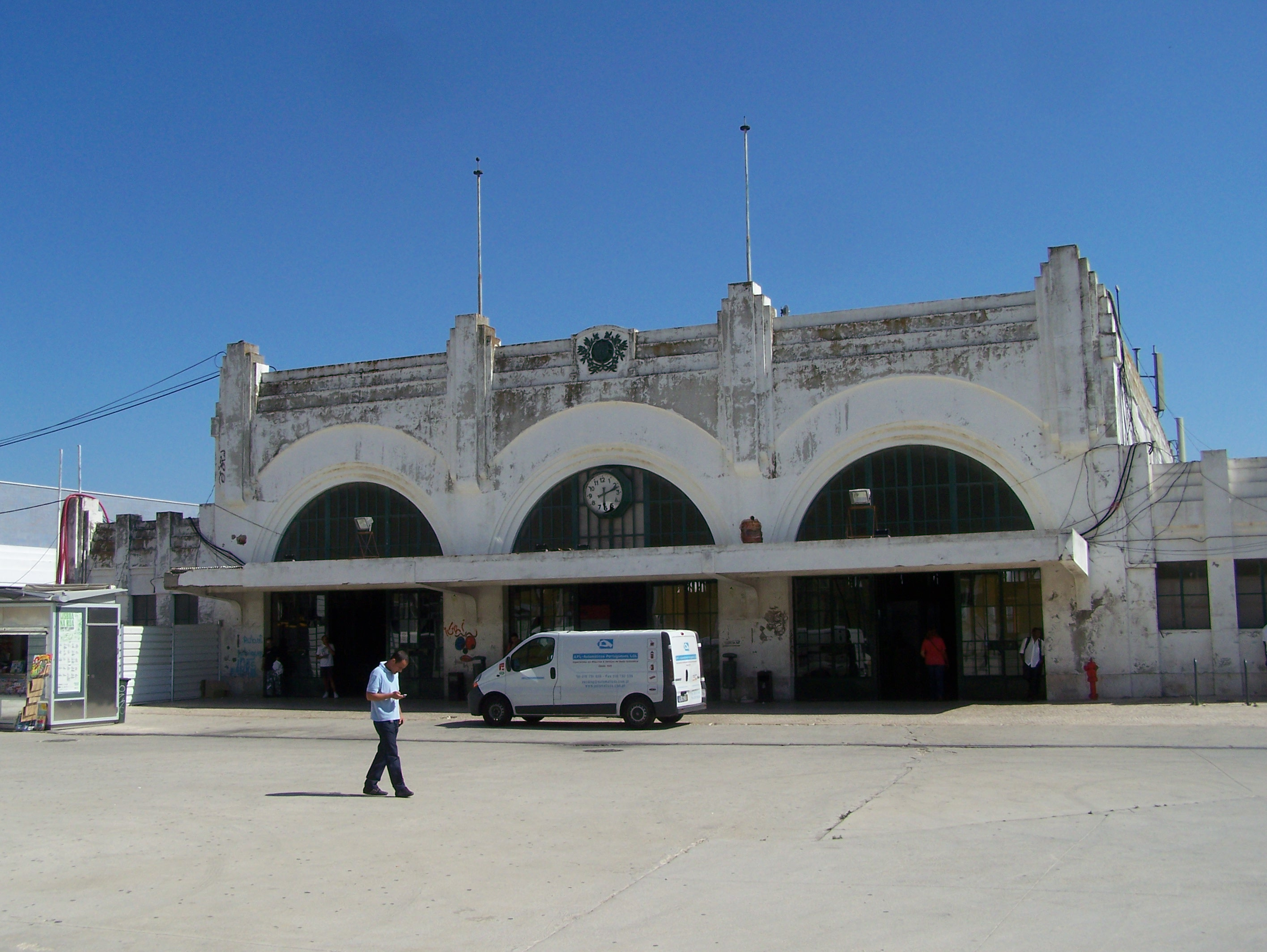
Estação do Sul e Sueste, em Lisboa.

Iniciou a sua carreira em 1904, na Direcção de Sul e Sueste dos Caminhos de Ferro do Estado, como engenheiro praticante nas Oficinas Gerais; foi promovido a engenheiro de estudos, chefe da Secção de Construção, adjunto e chefe dos Serviços de Via e Obras, atingindo, finalmente, o cargo de subdirector da Companhia. Celebrizou-se, durante a sua permanência nesta função, por ter empreendido a construção da Estação Ferroviária do Sul e Sueste, em Lisboa, do troço entre Tavira e Vila Real de Santo António da Linha do Algarve, e do Ramal do Montijo; ordenou, igualmente, a elaboração dos estudos para a construção de vários troços da Linha do Vale do Sado. Abandonou este cargo em 1921, para se empregar como subchefe e chefe da secção de Engenharia Civil da Administração-Geral dos Correios, Telégrafos e Telefones; também desempenhou, nesta organização, o cargo de engenheiro adjunto.
Posteriormente, foi convidado para leccionar no Instituto Industrial de Lisboa, onde foi assistente e professor, nas cadeiras de Topografia, Estradas, e Caminhos de Ferro. Quando foi criada a Direcção-Geral dos Caminhos de Ferro, assumiu a posição de chefe da Divisão de Via e Obras; transitou, depois, para o Conselho Superior de Obras Públicas, onde foi engenheiro inspector superior, presidente da 1.ª Subsecção da 4.ª Secção, vogal, e, finalmente, presidente desta instituição. Durante o governo do ministro Duarte Pacheco, foi nomeado secretário-geral do Ministério das Obras Públicas, Transportes e Comunicações.
Foi membro da Associação Internacional dos Congressos de Caminhos de Ferro e delegado de Portugal nos vários congressos desta instituição entre 1930 e 1950 em Roma, Londres, Madrid, Cairo, Paris, entre outras localidades,tendo sido nomeado membro honorário, após o seu jubileu Também exerceu como 7.º Presidente eleito do Conselho Directivo, cargo actualmente equivalente ao de Bastonário, da Ordem dos Engenheiros de 21 de Julho de 1952 a 20 de Fevereiro de 1953, e foi vice-presidente da Associação de Engenheiros Civis Portugueses em 1929, presidente da Associação dos Arqueólogos Portugueses e da sua Comissão de Numismática, da Comissão de Fiscalização dos Levantamentos Topográficos e Urbanos, vogal da Junta Nacional de Educação do Ministério da Educação Nacional, académico de número da Academia Portuguesa da História, sócio da Sociedade de Numismática do Porto, sócio honorário da Sociedade de Numismática de São Paulo e da Sociedade Numismática Brasileira, e académico correspondente das Reais Academias de Ciencias, Bellas Letras y Nobles Artes de Córdoba e de História de Madrid. Foi, igualmente, um membro laureado da Société des Ingénieurs Civils de France, tendo exercido como presidente efectivo e, posteriormente, como presidente de honra da secção portuguesa desta instituição.
Também foi vice-presidente do 1.º Congresso Nacional de Turismo, tendo representado Portugal, em vários congressos internacionais, e organizado a XV Sessão do Congresso Internacional dos Caminhos de Ferro, em Lisboa; foi, igualmente, nomeado como membro de honra da Comissão Internacional dos Congressos dos Caminhos de Ferro.
Fez parte dos corpos directivos de algumas empresas ultramarinas, como a Companhia do Boror e a Companhia da Zambézia, e participou no Conselho Directivo do periódico Gazeta dos Caminhos de Ferro, do qual se demitiu em 1957, por motivos de saúde.
Para além da sua actividade profissional, como engenheiro, foi notável numismata de renome internacional e coleccionador, sendo autor de inúmeras publicações e artigos sobre numismática.
Encontra-se colaboração da sua autoria na revista Feira da Ladra  (1929-1943) e na Revista de Arqueologia  (1932-1938).

### Morte e família
Faleceu no dia 24 de Junho de 1959, com 79 anos de idade, na sua habitação em Lisboa. Casou com Deborath Olímpia de Aguiar Craveiro Lopes Couvreur, e foi pai de Carlos Guilherme Craveiro Lopes Couvreur, Comendador da Ordem Militar de Cristo a 26 de Março de 1952, e Rosebelle Craveiro Lopes Couvreur de Assis Camilo.
Na altura do seu falecimento, exercia a função de presidente aposentado do Conselho Superior de Obras Públicas.

## Homenagens
Foi agraciado, entre outras condecorações, com os graus de Oficial da Ordem Militar de Sant'Iago da Espada a 15 de Março de 1921, Grande-Oficial da Ordem Militar de Cristo a 27 de Outubro de 1934, a Grã-Cruz da Ordem Militar de Cristo a 27 de Agosto de 1949, a Medalha da Imperatriz Leopoldina, e o grau de Cavaleiro da Ordem Nacional da Legião de Honra, concedido pelo governo da República de França a 20 de Maio de 1959. Recebeu, igualmente, o Prémio Garnier de engenharia da Société des ingénieurs civils de France, em 1949.

## Obras publicadas
- As moedas de D. Afonso V com as armas de Portugal e as de Castela e os escudos de ouro do mesmo reinado (1935)
- Ainda as moedas de D. Afonso V com as armas de Portugal e as de Castela (1936)
- Moedas do Príncipe da Paz, Manuel Godoy como Soberano do Principado dos Algarves (1936)
- A Cruz da Ordem de Cristo em Moeda Estrangeira (1943)
- Numismática indo-portuguesa : bazarucos (1943)
- Moedas de D. Manuel I : o meio-portuguez de prata (1942)
- Moedas da Companhia do Niassa (1946)
- Moedas da Companhia do Niassa : moedas de 20 e de 10 Rèis (1946)
- Primeiro centenário do Ministério das Obras Públicas: 1852-1952 (1952)
- Moedas de D. Manuel I o índio (1952)
- Moedas Híbridas (1954)
- Numismática de D. João V (1955)
- As moedas de cobre para S.Tomé e Príncipe (1956)
- Uma Reprodução em Cobre de Moeda de Retrato datada de 1650, com a Efígie de D. João IV e a "Conceição" (1956.
- Inauguração dos caminhos de ferro em Portugal : uma data e um nome (1959)

Uma relação bastante completa das obras do engenheiro Raul Couvreur sobre numismática, organizada pelo Sr. Engenheiro Paulo Ferreira de Lemos, foi publicada in "Numismática", órgão do Clube Numismático de Portugal Ano XI, N.º 33, Abr-Jun, 84.